# Robert Marfeld

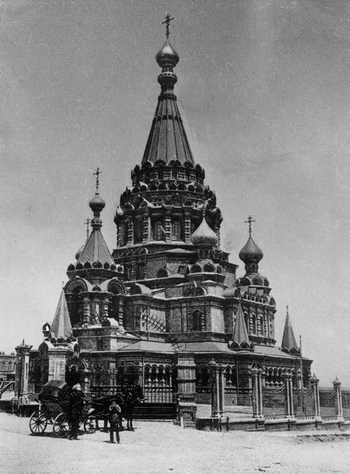
Alexander-Newski-Kathedrale, Baku

Robert Robertowitsch Marfeld (russisch Роберт Робертович Марфельд, auch Роберт Фердинанд Эдуард Робертович Марфельд Robert Ferdinand Eduard Marfeld; * 20. Oktober 1852 in Kronstadt, Gouvernement Sankt Petersburg, Russisches Kaiserreich; † 1921 Petrograd, RSFSR) war ein russischer Architekt, Mitglied der Kaiserlichen Kunstakademie, Spezialist für Bauwirtschaft, Bauwesen und Kirchenbau.

## Leben
Robert Marfeld wurde am 1. November 1852 in der Hafenstadt Kronstadt bei St. Petersburg in der Familie des Marinearztes Robert Reingold Marfeld und Emilia Johanna geboren. Nach dem Abschluss des Kronstädter Gymnasiums trat Marfeld in die juristische Fakultät der St. Petersburger Universität ein. Hier studierte er zwei Jahre lang, von 1871 bis 1873, wurde dann im April 1873 von der Universität entlassen und setzte seine Ausbildung am Polytechnikum in Karlsruhe in Deutschland fort. In den Jahren 1875/76 und 1876/77 erscheint er in den Listen der Studenten des Polytechnikums in Wien (heute Fakultät für Architektur und Raumplanung der Technischen Universität Wien) und in der Bauabteilung der Wiener Akademie der bildenden Künste – er besuchte Vorlesungen in der Meisterklasse von Theophil von Hansen.
Nach einer europäischen Ausbildung trat Marfeld im Jahr 1880 an der St. Petersburger Universität in den Architekturkurs der Akademie der Künste ein und arbeitete nebenbei als Zeichner in der Schießpulverfabrik Okhten.
Am 13. April 1882 erhielt Marfeld eine Urkunde über den Abschluss des Kurses der Wissenschaften mit einer Silbermedaille und mit dem Recht auf den Titel eines Klassenkünstlers des dritten Grades. Im gleichen Jahr erhielt er für das Projekt eines Theaters für 2.000 Personen den Titel eines Künstlers zweiten Grades, und im November 1883 verlieh der Rat der Akademie dem Architekten den Titel eines Klassenkünstlers ersten Grades für „Zeichnungen und Vorrichtungen von Eisensparren“.
Marfeld begann seine eigene Arbeit als Zeichner und ab dem Jahr 1884 arbeitete er als Architektenassistent beim Bau des berühmten St. Petersburger Gefängnisses Kresty.
Ab dem Jahr 1894 lehrte er an der Kaiserlichen Kunstakademie und in den 1900er Jahren am Institut für Bauingenieure. Marfeld arbeitete ab dem Jahr 1883 als Mitarbeiter des Technik- und Baukomitees des russischen Innenministeriums. Er war Mitglied des im Jahr 1898 gegründeten Vereins zur Betreuung Heimkinder und ab 1905 Wirklicher Staatsrat.
Marfeld entwarf verschiedene Bauwerke für Baku, Batumi, Poti, Tomsk, Irkutsk und andere Städte. Ein Assistent Marfelds war Wladimir Pokrowski.
Marfeld ist der Autor des Buches „Bau architektonischer Perspektiven“. Im Jahr 1913 wurde er zu einem längeren Kuraufenthalt ins Ausland geschickt. Nach dem Jahr 1917 verschlechterte sich sein Gesundheitszustand und es traten materielle Nöte auf. Er starb im Jahr 1921 in Petrograd.

## Werke
Marfelds wichtigste Werke sind:
- Christ-Erlöser-Kirche, Batumi, Georgia (1885)
- Christ-Erlöser-Kathedrale, Birky (Tschuhujiw), Oblast Charkiw, Ukraine (1891)
- Kathedrale der Heiligen Jungfrau Maria Himmelfahrt auf dem Gelände des Klosters Artemi-Werkolski,  Werkola Oblast Archangelsk, Russland (1891–1897)
- Polytechnische Universität Tomsk, Tomsk, Russland (1896–1902)
- Alexander-Newski-Kathedrale, Baku, Aserbaidschan (1897)
- Schloss Richard Löwenherz, Kiew, Ukraine (1902–1904)
- Stadt-College Sestrorezk, Sestrorezk, Sankt Petersburg, Russland (1908–1909)
- Landwirtschaftliche Fachschule Soroca, Soroca, Moldau (1912–1913)[6]

## Bilder

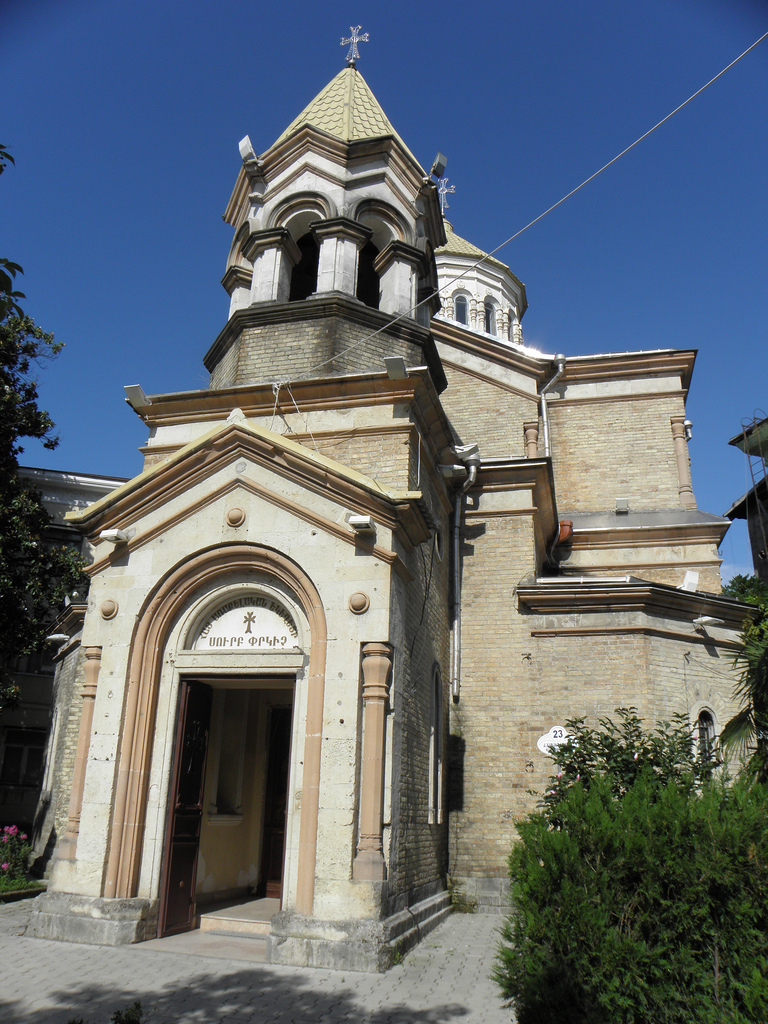
Christ-Erlöser-Kirche, Batumi
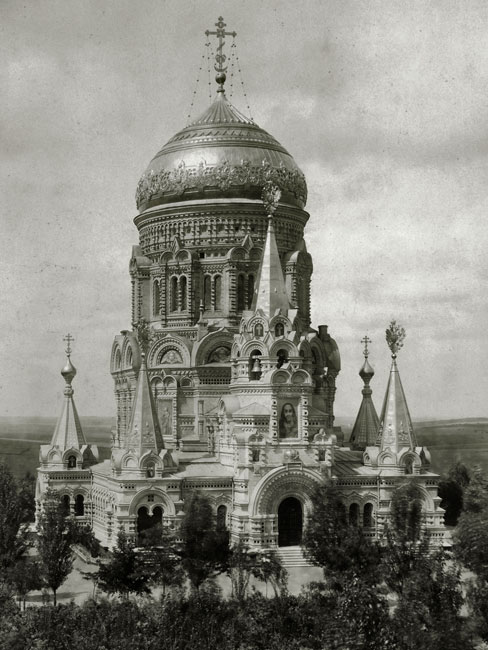
Christ-Erlöser-Kathedrale, Birky
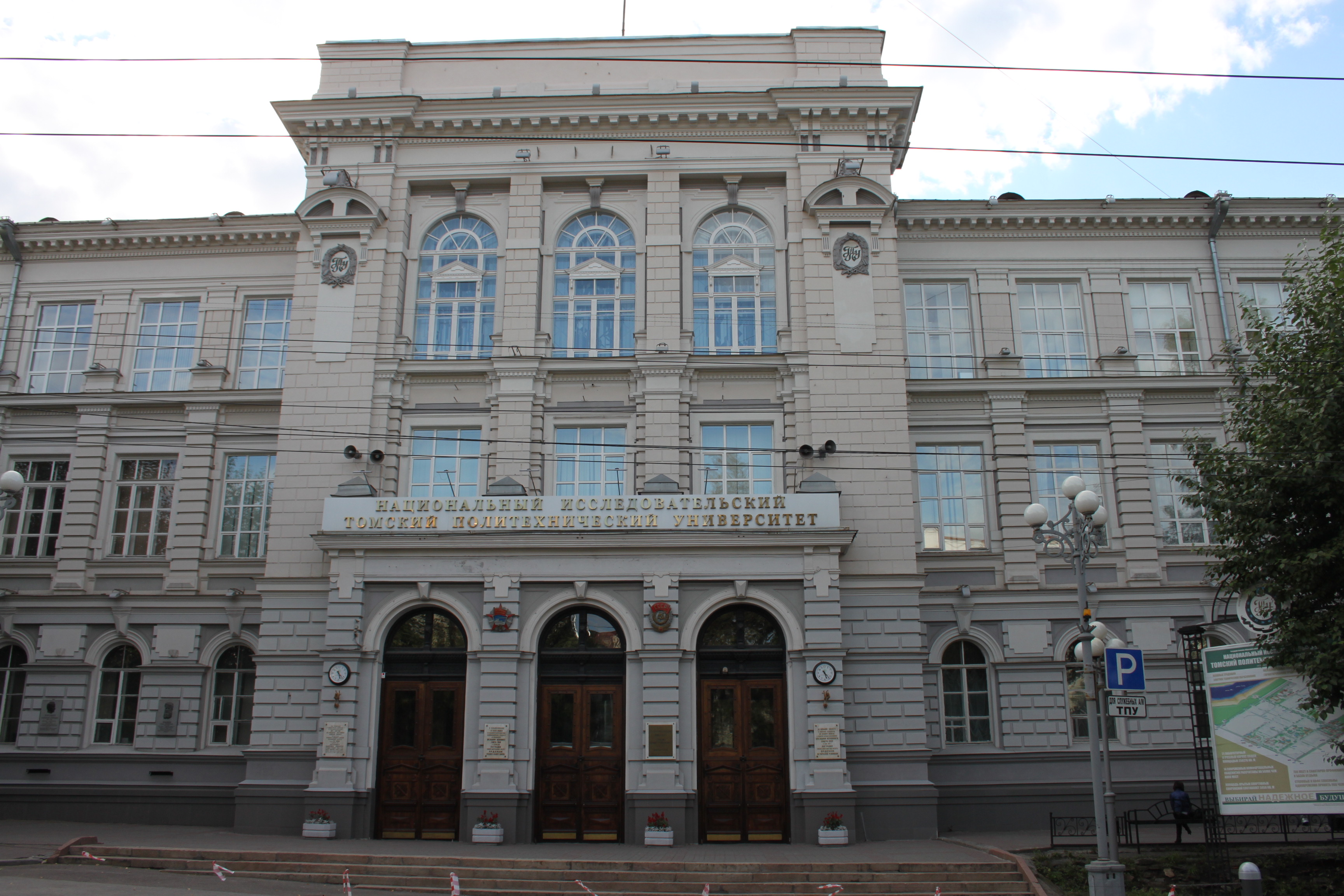
Polytechnische Universität Tomsk, Tomsk
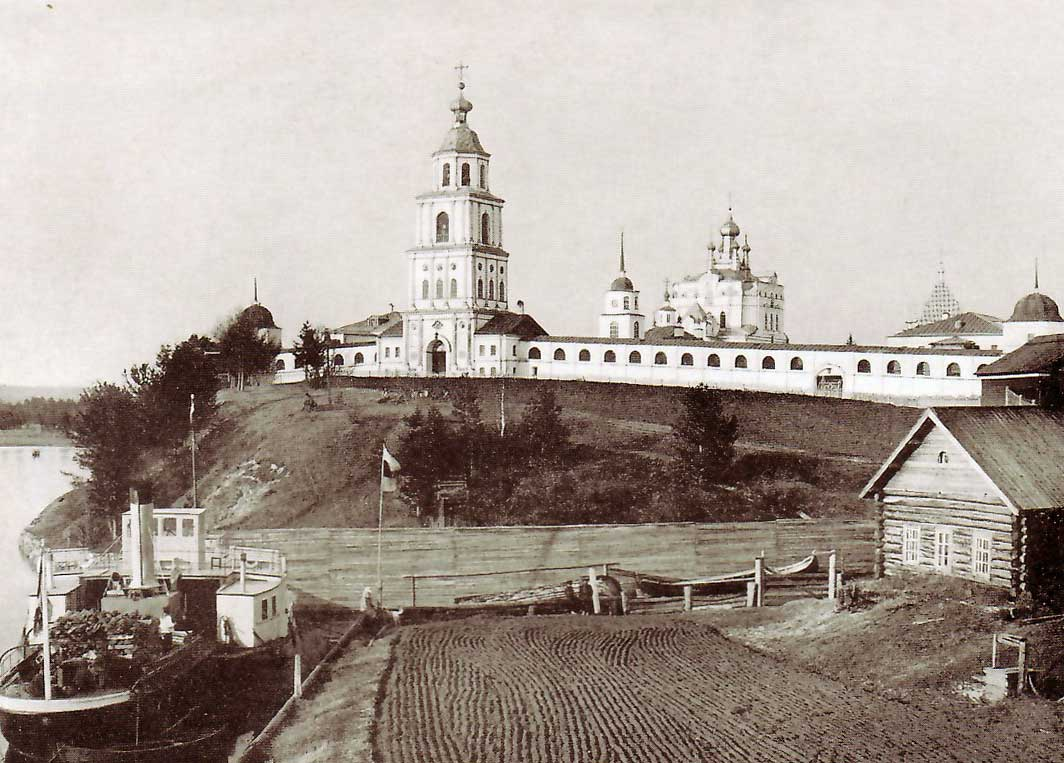
Artemi-Werkolski-Kloster, Werkola
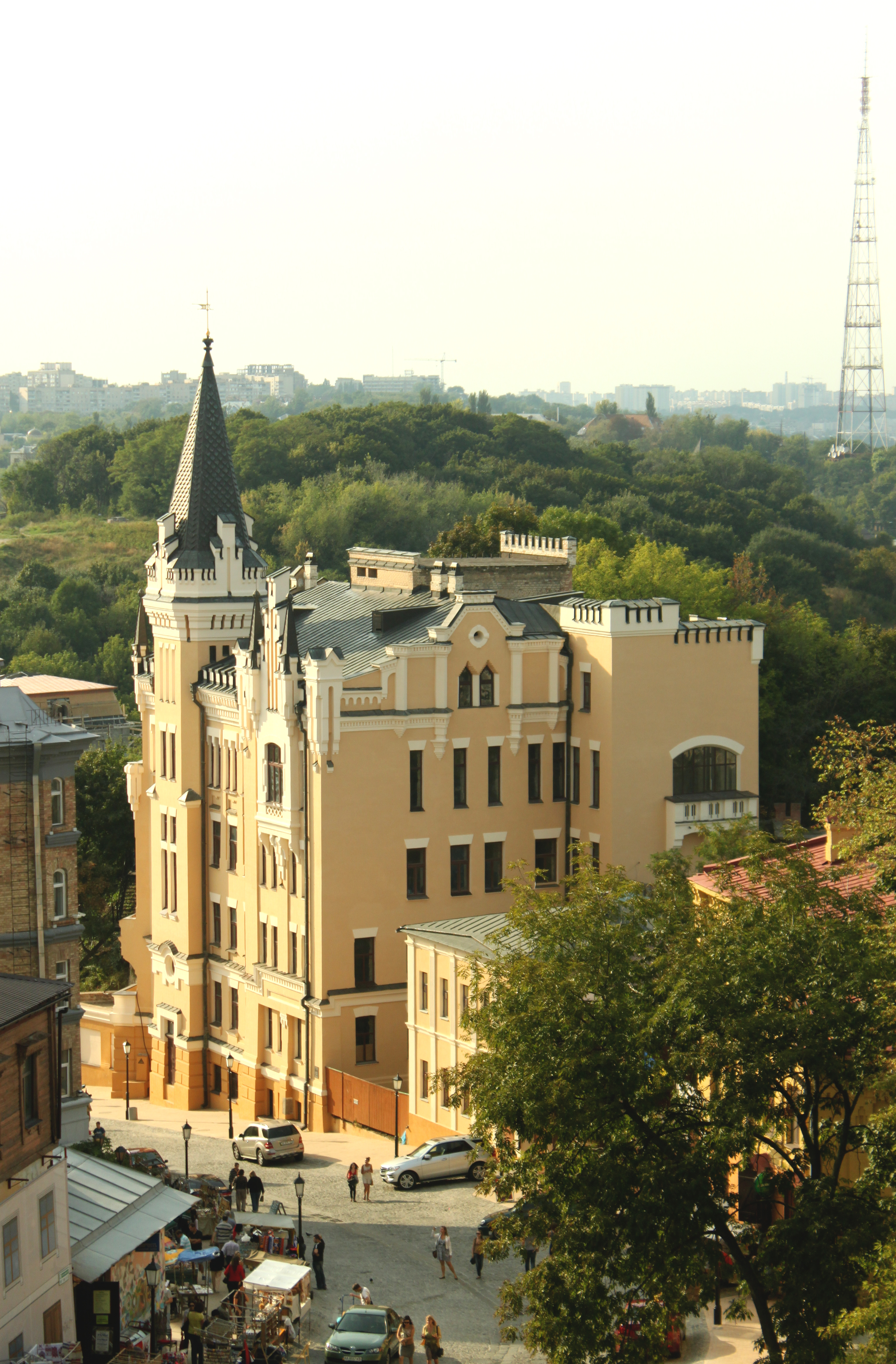
Schloss Richard Löwenherz, Kiew